# Wyaston
Wyaston – przysiółek w Anglii, w Derbyshire. Leży 17,8 km od miasta Derby, 20,8 km od miasta Matlock i 197,6 km od Londynu. W latach 1870–1872 miejscowość liczyła 122 mieszkańców. Wyaston jest wspomniana w Domesday Book (1086) jako Widerdestune.